# Son Young-ki
Son Young-ki (30 maggio 1985) è uno schermidore sudcoreano, vincitore di una medaglia di bronzo ai campionati mondiali di scherma.

## Palmarès
- Mondiali

Doha 2009: bronzo nel fioretto a squadre.
Budapest 2019: bronzo nel fioretto individuale.
- Giochi asiatici

Incheon 2014: bronzo nel fioretto a squadre.
- Campionati asiatici

Nantong 2007: bronzo nel fioretto a squadre.
Shanghai 2013: oro nel fioretto a squadre.
Suwon 2014: argento nel fioretto a squadre.
Singapore 2015: argento nel fioretto individuale e nel fioretto a squadre.
Wuxi 2016: oro nel fioretto a squadre.
Hong Kong 2017: argento nel fioretto a squadre e bronzo nel fioretto individuale
Bangkok 2018: oro nel fioretto a squadre.